# Calendario sammarinese
Il calendario sammarinese è un calcolo degli anni, utilizzato nei documenti ufficiali della Repubblica di San Marino. 
L'era sammarinese inizia dal giorno della fondazione tradizionale della Serenissima Repubblica di San Marino, il 3 settembre 301 d.C.; si indica, dopo l'anno, la sigla "d.f.R." ovvero dalla fondazione della Repubblica (per esempio, il 2 settembre 2022 finirà l'anno 1721 d.f.R. e il giorno dopo è iniziato l'anno 1722 d.f.R.).